# Torre de les Oluges
La Torre de les Oluges és una obra romànica de les Oluges (Segarra) declarada Bé Cultural d'Interès Nacional.

## Descripció
Restes d'una torre ruïnosa, situada a l'oest del poble de Les Oluges, en la partida nomenada el Molí de Vent. Es tracta d'una torre de planta circular, obrada amb carreus irregulars, disposats amb filades i rejuntats amb morter de calç, sobre la roca mare. Malauradament, tan sols es conserva dempeus part de la planta baixa de la torre, sense poder determinar la situació de la primitiva porta d'accés a l'edifici.